# Javier Arizala
Javier Arizala (Magüí Payán, Nariño, Colombia; 21 de abril de 1983) es un exfutbolista colombiano. Jugaba de lateral izquierdo y se retiró en el León de Huánuco de Perú.

## Selección Colombia
Con la Selección Colombia hizo parte del equipo que logró el tercer lugar en la Copa Mundial de Fútbol Juvenil de 2003 disputada en los Emiratos Árabes Unidos. Asimismo jugó en la Copa América 2007 y los primeros partidos de su país para las eliminatorias al Mundial de Sudáfrica 2010.

### Participaciones enCopas del Mundo
| Mundial                     | Sede                   | Resultado    | PJ | GA | Asis |
| --------------------------- | ---------------------- | ------------ | -- | -- | ---- |
| Copa Mundial Sub-20 de 2003 | Emiratos Árabes Unidos | Tercer lugar | 3  | 0  | 0    |

### Participaciones enCopas América
| Copa América      | Sede      | Resultado      | PJ | GA | Asis |
| ----------------- | --------- | -------------- | -- | -- | ---- |
| Copa América 2007 | Venezuela | Fase de grupos | 3  | 0  | 0    |

### Participaciones enEliminatorias al Mundial
| Eliminatoria                            | Sede del Mundial | Posición      | Resultado | PJ | GA | Asis |
| --------------------------------------- | ---------------- | ------------- | --------- | -- | -- | ---- |
| Eliminatorias Mundial de Sudáfrica 2010 | Sudáfrica        | 7°lugar 23pts | Eliminado | 1  | 0  | 0    |

## Clubes
| Club              | País      | Año       | Partidos | Goles |
| ----------------- | --------- | --------- | -------- | ----- |
| Cortuluá          | Colombia  | 1999-2003 | 40       | 5     |
| Atlético Nacional | Colombia  | 2003      | 11       | 6     |
| Deportes Tolima   | Colombia  | 2004      | 6        | 3     |
| Deportes Quindío  | Colombia  | 2005      | 1        | 0     |
| Deportivo Pasto   | Colombia  | 2005-2006 | 26       | 5     |
| Racing            | Argentina | 2006      | 4        | 0     |
| Deportes Tolima   | Colombia  | 2007      | 28       | 8     |
| Santa Fe          | Colombia  | 2008-2009 | 41       | 0     |
| Cortuluá          | Colombia  | 2010      | 8        | 2     |
| Santa Fe          | Colombia  | 2011      | 5        | 0     |
| Águilas Doradas   | Colombia  | 2011-2012 | 25       | 4     |
| León de Huánuco   | Perú      | 2013      | 16       | 3     |

## Palmarés

### Campeonatos nacionales
| Título          | Club            | País     | Año  |
| --------------- | --------------- | -------- | ---- |
| Torneo Apertura | Deportivo Pasto | Colombia | 2006 |
| Copa Colombia   | Santa Fe        | Colombia | 2009 |